# Mónica Lamas
Mónica Lamas (Buenos Aires, Argentina; 1937) fue una modelo, periodista y actriz argentina. Fue elegida Miss Argentina 1957.

## Carrera
Mónica Lamas inició su carrera artística como modelo siendo muy joven. Era maestra normal especializada en niños oligofrénicos y estudió arte escénico. De una belleza innata y talento sobre la pasarela, en  1957 fue elegida Miss Argentina, certamen en la que representó a «Miss Gran Buenos Aires» con el seudónimo de Inés Yantorno. Así se transformó en la cuarta Miss Argentina sucesiva (cuyo nombre de pila comenzaba con la letra «I») desde que comenzara a desarrollarse dicho certamen en Argentina. Esto la llevó a representar al país en el  del concurso de Miss Universo 1957, llegando a semifinalista, gracias a la eliminación de Miss USA, Leona Gage, subiendo al puesto 15. La ganadora terminó siendo la Miss Perú, Gladys Zender. En muchos de sus desfiles pudo lucir los vestidos de su amigo el diseñador Paco Jamandreu y maquillajes de Bruno Boval.
En teatro incursionó en 1957 con una obra del joven autor español Ricardo Asturía.
En televisión participó en algunos ciclos de moda como La revista de Jean Cartier de 1958 conducidos por el popular modisto Jean Cartier y su esposa María Fernanda Cartier.
Años más tarde Mónica se dedicó al diseño de trajes de baño (que ella misma desfilaba) y que vendía en importantes boutiques de Buenos Aires, Asunción y Santiago de Chile. También estudió periodismo en el Círculo de la Prensa.
En una entrevista que le hicieron en su momento sobre si disfrutó la faceta de Miss Argentina, Lamas dijo: 

«No, el título no me trajo suerte: durante seis años estuve de novia con un hombre muy celoso, y después me di cuenta de que el tiempo había pasado.»